# Dziedzickia armata
Dziedzickia armata är en tvåvingeart som beskrevs av Freeman 1951. Dziedzickia armata ingår i släktet Dziedzickia och familjen svampmyggor. Inga underarter finns listade i Catalogue of Life.